# Pink Funky (EP)
Pink Funky es el tercer EP del grupo surcoreano Mamamoo. Fue publicado el 19 de junio de  2015 por Rainbow Bridge World y distribuido por  CJ E&M Music. Contiene seis canciones e incluye el sencillo «Ahh Oop!», que es una colaboración con Esna y «Um Oh Ah Yeh». El álbum tuvo gran éxito al alcanzar el número 6 en la lista Gaon Album Chart y vender más de 13 000 unidades. Musicalmente es una mezcla de géneros, entre los que se encuentran R&B, hip hop, y funk.

## Lista de canciones
| N.º | Título                    | Letras                                | Música                | Duración |  |
| 1.  | «Freaking Shoes»          | Hwasa                                 | Kim Do-hoon, Seo      | 2:59     |  |
| 2.  | «Um Oh Ah Yeh» (음오아예) | Kim Do-hoon, Solar, Moonbyul, Hwasa   | Kim Do-hoon           | 3:34     |  |
| 3.  | «A Little Bit» (따끔)     | Hwang Seong-jin, Kim Chang-rak        | Hwang, Lee Seung-yeop | 3:49     |  |
| 4.  | «No No No» (갑과 을)      | Seo Yong-bae, Park Woo-sang, Moonbyul | Seo Yong-bae, Park    | 3:16     |  |
| 5.  | «Self Camera»             | Kim Se-moon, Park                     | Park                  | 3:17     |  |
| 6.  | «Ahh Oop!» (아훕!)        | Esna                                  | Esna                  | 3:21     |  |